# Calligraphie persane

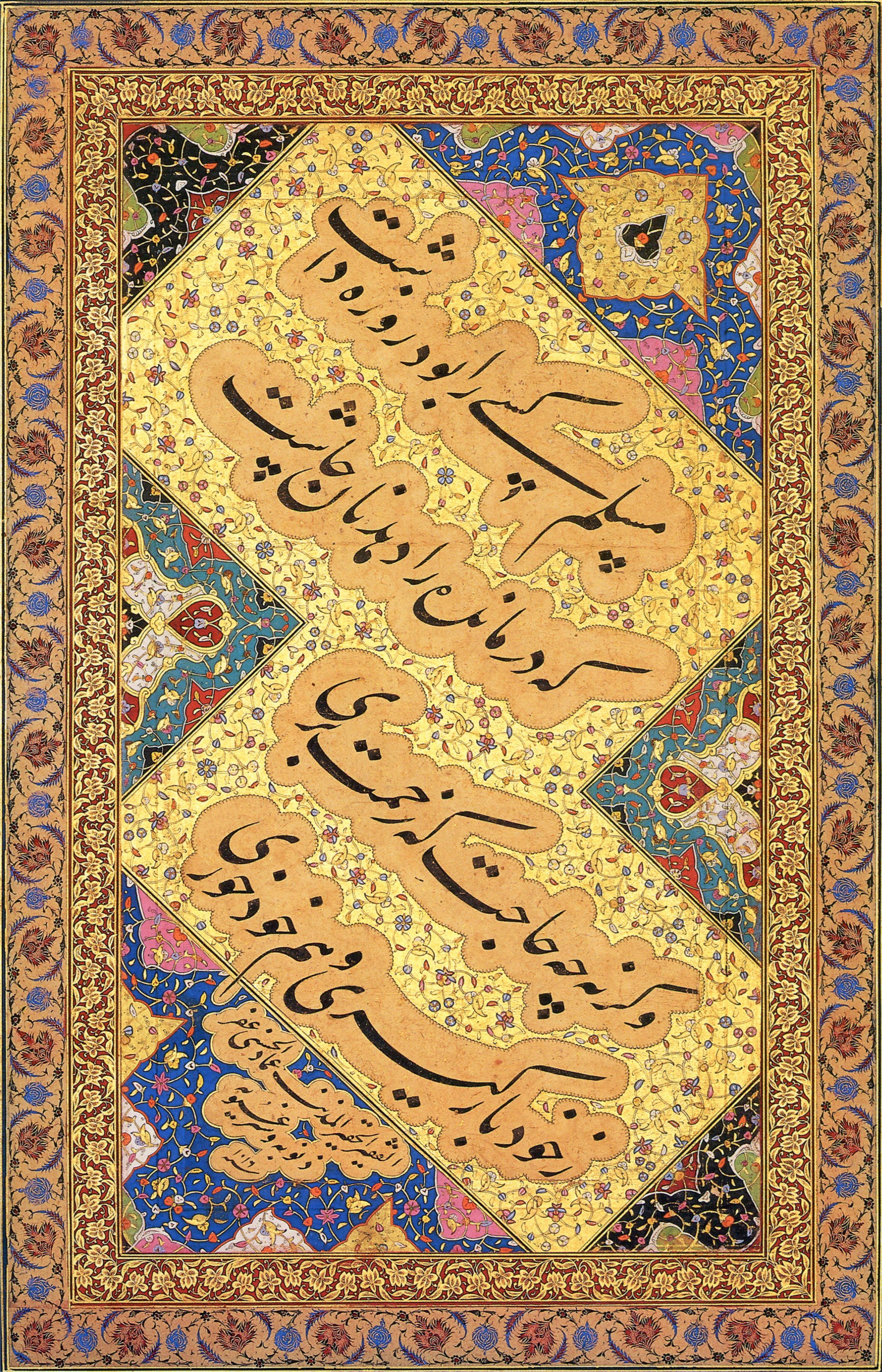
Un exemple de calligraphie Nastaliq en forme de par (961–1024 AH), Iran. Texte du poème : « Je suis sûr que quelqu'un jeûnait / qui a donné son déjeuner // Sinon, à quoi bon se donner la peine / de se retirer de soi-même et de se manger soi-même ? ».

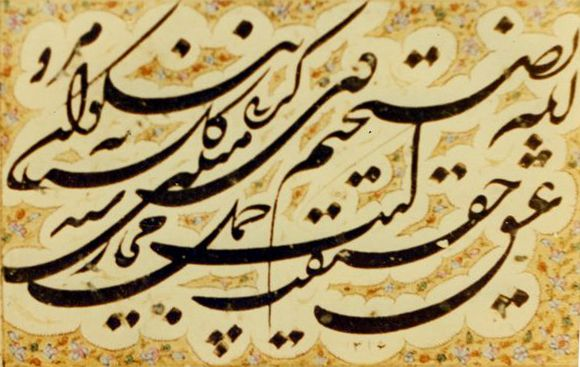
Fragment de l'écriture cursive de nastaliq de, 1316 AH. Fragment d'un vers de Saadi, le texte dit : « Ô vous qui me conseillez, ne suivez pas le chemin des justes / L'amour est la vérité si vous permettez la tolérance. » Dans cette œuvre, le calligraphe a omis le mot « si ».

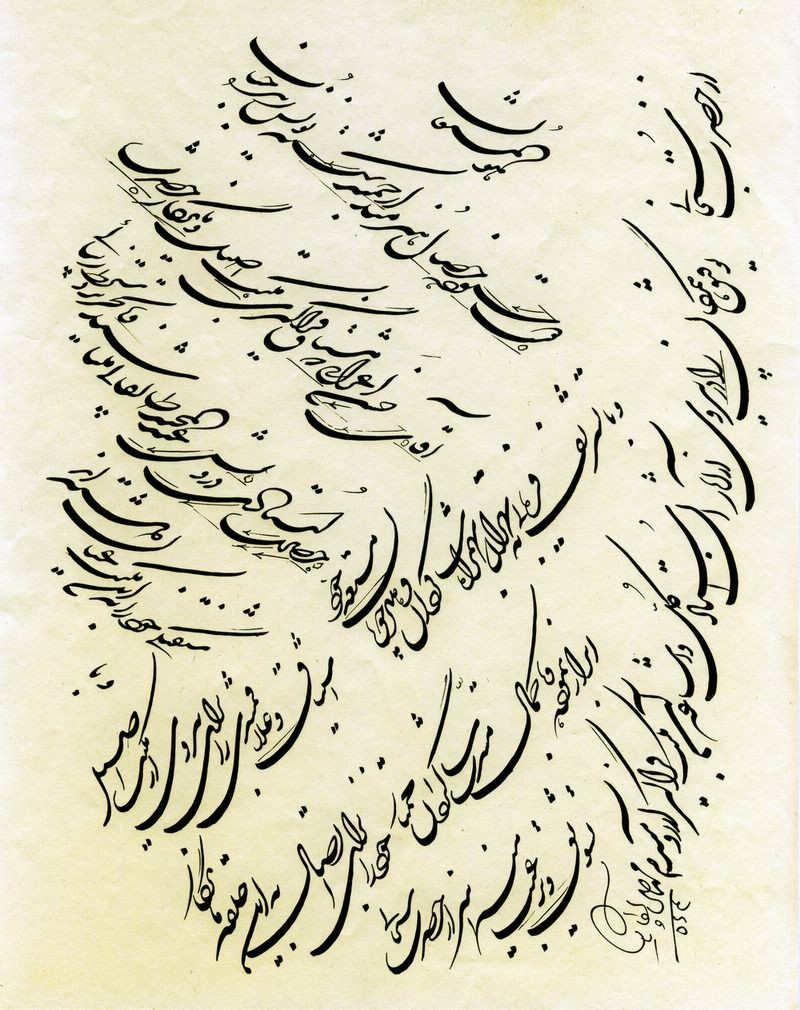
Un exemple d'écriture cursive de Mohammad Hossein Attarchian dans le style du derviche.

La calligraphie persane a progressivement pris forme autour de la culture iranienne en Iran et dans les pays où il exerce une influence culturelle, tels que les pays d'Asie centrale, l'Afghanistan et le sous-continent indien.
Si les Iraniens ont largement contribué à la transformation de l'écriture courante en calligraphie artistique dans le monde islamique, ils ont progressivement développé leurs propres styles et méthodes calligraphiques.
Le dossier de calligraphie iranienne intitulé « Programme national pour la préservation de l'art traditionnel de la calligraphie en Iran » a été enregistré lors de la 16e réunion du Comité intergouvernemental iranien pour la sauvegarde du patrimoine culturel immatériel.

## Développement
En Iran, après la conquête islamique, il existait un style de calligraphie appelé naskh. Sous le patronage d'Abou Bakr ibn Saad Zangi (fa) en Perse, des dizaines de manuscrits du Coran furent produits. Durant la période Ilkhanate, en raison de l'influence de l'art chinois et de la domination des Mongols, les pages dorées des livres furent pour la première fois ornées de motifs décoratifs. Durant la période timouride, la calligraphie et l'écriture prirent une importance particulière en Iran. Mir Ali Tabrizi perfectionna l'écriture nastaliq, qui était une combinaison d'écritures naskh et suqeeq. Le prince Baysunghur Ier est considéré comme le calligraphe du Coran le plus important de cette période.
Les styles ou plumes calligraphiques persans furent principalement inventés et utilisés pour l'écriture de textes profanes, tels que des recueils de poésie (diwan), des œuvres d'art délicates, ou pour la correspondance et les échanges administratifs. À l'époque, la calligraphie revêtait une dimension plus religieuse et sacrée chez les Arabes et les Turcs ottomans. Bien qu'ils utilisaient également la plume pour des tâches de secrétariat et profanes, l'apogée de leur expression artistique — contrairement aux calligraphes persans — se manifeste dans la calligraphie thuluth et naskh, ainsi que dans l'écriture du Coran et des hadîths.
En Iran, pour les questions religieuses telles que la rédaction du Coran, des hadîths et des récits, ainsi que pour les inscriptions dans les mosquées et les écoles religieuses, on utilisait principalement les écritures thuluth et naskh, plus courantes chez les Arabes. Cependant, les Iraniens ont également créé leurs propres styles distinctifs et uniques dans ces écritures.
Au XXIe siècle, la Société des calligraphes iraniens (fa) est l'institut de formation spécialisé dans l'art de la caligraphie persane.

## Écriture cursive

Calligraphie persane en écriture cursive.

L'écriture cursive peut être considérée comme la première écriture persane. L'écriture ta'liq, également appelée Tersal, est apparue au début du VIIe siècle et a perduré pendant une centaine d'années ; puis sa popularité a progressivement décliné et elle a perdu sa prospérité passée. L'écriture cursive est née d'une combinaison des écritures naskh et riqāʿ, et Khwaja Taj Salmani (fa) en a été l'initiateur ; plus tard, Khwaja Abdolhai Munshi Astarabadi lui a donné des règles et des principes plus précis. L'écriture cursive, principalement utilisée pour écrire des lettres et des décrets gouvernementaux, comporte de nombreux cercles et des lettres arrondies, et est très capable de présenter diverses combinaisons et compositions. De ce fait, elle a été plus populaire auprès des personnes ayant un niveau élevé d'alphabétisation et de familiarité avec l'écriture. À notre époque, elle ne trouve pas un large éventail d'utilisations générales en termes de lisibilité. Par conséquent, cette écriture a progressivement perdu son utilisation.

## Écriture nastaliq

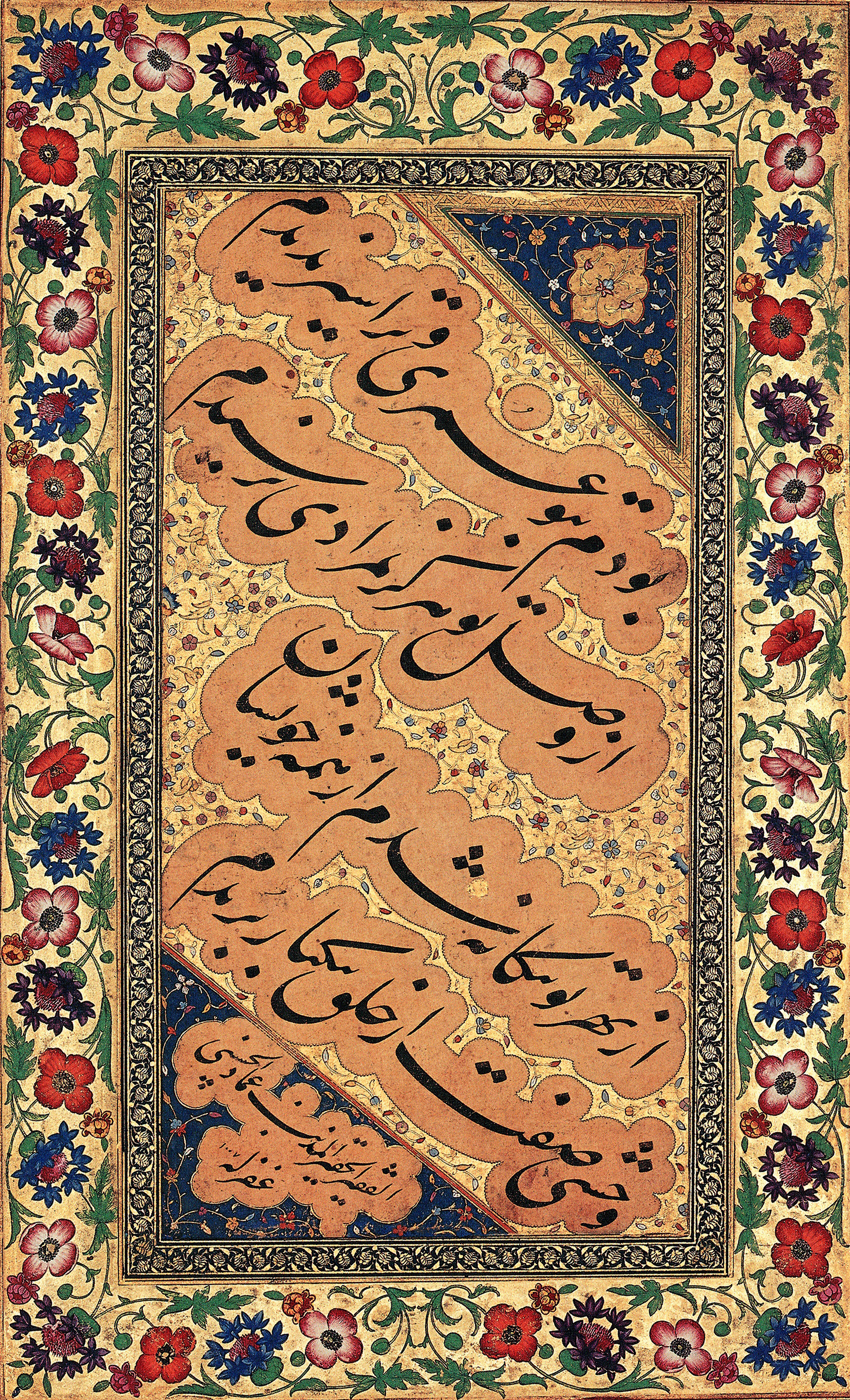
Fragment de croix de Nastaliq.

Après l'écriture cursive, première écriture persane à être développée, le nastaliq a vu le jour, fleuron de l'art persan. Parmi les écritures persanes et arabes, le nastaliq est reconnu comme la plus élégante des écritures islamiques. Il a même été surnommé « la mariée des écritures islamiques ».
De la combinaison et de la fusion des deux écritures, le naskh et le tashriq, émergea progressivement une nouvelle écriture, appelée naskh-tashriq. Son usage fréquent lui valut d'être rebaptisé nastaliq. Au VIIIe siècle de l'Hégire, Mir Ali Tabrizi (c. 1640-1420 ap. J.-C.) officialisa cette écriture et l'introduisit comme concurrente de l'ancienne écriture à six lignes (fa). Cette écriture connut un grand succès et marqua une profonde transformation de l'art calligraphique. Le nastaliq mesure environ un dang de surface, le reste étant rond (un sixième de sa surface est droit et les cinq sixièmes sont circulaires).
Après Mir Ali Tabrizi, son fils Mir Abdullah (fa), et après lui Jafar (fa) et Azhar Tabrizi (fa), ont travaillé à perfectionner l'écriture nastaliq, jusqu'à ce que ce soit le tour du sultan Ali Mashhadi (fa), qui a apporté des contributions significatives à cet art.
Après le sultan Ali Mashhadi, de nombreux maîtres ont influencé le développement du nastaliq, à l'instar de Mir Ali Heravi (fa), et environ un siècle plus tard, l'important calligraphe Mir Emad Hassani (fa). Ce dernier a apporté au nastaliq des changements et des styles qui sont toujours utilisés et inspirent les calligraphes près de 400 ans plus tard. Il a porté les bases de la calligraphie à un niveau tel que, selon certains, depuis l'émergence du nastaliq, aucun calligraphe n'a pu l'égaler. À la même époque que Mir Emad vivait un autre grand artiste, Alireza Abbasi (fa), considéré comme son rival. Outre l'écriture nastaliq, secrète et ouverte, Alireza Abbasi maîtrisait également l'écriture thuluth, si bien que les inscriptions sur les mosquées et les monuments historiques d'Ispahan étaient réalisées en écriture thuluth ou sous sa supervision.
Outre les calligraphes qui vivaient dans l'Iran actuel, la calligraphie nastaliq s'est considérablement développée dans le Grand Khorassan et les pays d'Asie centrale, en Afghanistan, et plus particulièrement chez les calligraphes de la cour des Gurkani en Inde (particulièrement attachés à la culture iranienne). De manière générale, les XVe et XVIIe siècles (IXe et XIe siècles de l'Hégire) peuvent être considérés comme les plus importants siècles du développement et de la perfection de l'art de la calligraphie persane.

## خط شکسته‌نستعلیق⇔Écriture cursive en ligne brisée
Au milieu du XIe siècle de l'Hégire, la troisième écriture iranienne pure, le shaskhet-e-nastaliq (fa) Shaskhet-e-Nastaliq, fut créée. Morteza Qoli Khan Shamlu (fa) souverain d'Hérat, fut l'un de ceux qui influencèrent l'émergence et la stabilité de cette nouvelle écriture. Son émergence s'explique par le besoin d'une écriture rapide et facile dans les tâches de secrétariat, et bien sûr, plus encore, par le goût artistique et la créativité persans. Tout comme après l'apparition du shaskhet-e-nastaliq, les Persans créèrent également en créent une version pour optimiser la rapidité d'écriture. L'écriture du délicat nastaliq exigeant beaucoup de temps et de précision, le shaskhet-e-nastaliq fut créé en combinant le mahjoor shaskhet avec la délicate écriture nastaliq afin d'allier rapidité et beauté.
L'écriture cursive nastaliq fut perfectionnée par Mohammad Shafi Heravi Hosseini (fa) de Herati, et Abdul Majid Taleghani (fa) en établit de nouvelles règles et la porta à son apogée. Le derviche Abdul Majid porta l'écriture cursive nastaliq au niveau de Mir Emad. Après lui, Seyyed Ali Akbar Golestaneh (fa) et Mirza Gholam Reza Isfahani (fa) peuvent être cités comme de grands écrivains cursifs qui jouèrent un rôle important dans la promotion de l'écriture cursive.
L'écriture nastaliq cursive en ligne brisée, se distingue par deux styles : l'un inspiré de l'école ancienne, et l'autre, moderne, créé par Yadollah Kaboli Khansari (fa). Dans ce style, les formes graphiques, la taille du qalam et les relations entre elles sont plus visibles, ce qui, en terminologie moderne, est appelé Sama Qalam

## Ère qadjare

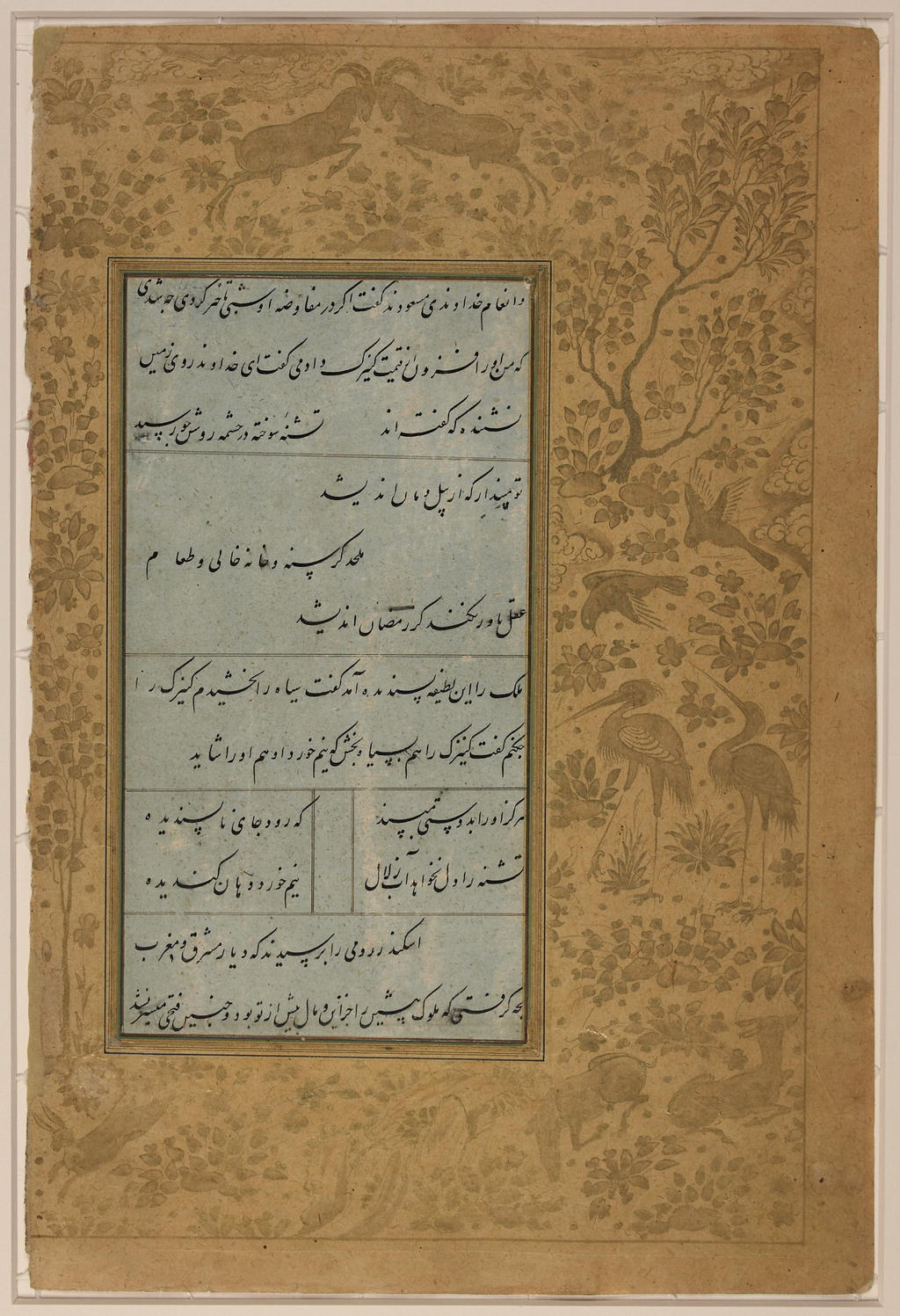
Exemple d'une page d'inscription du Golestan de Saadi en écriture nastaliq.

Durant la période qadjare, avec l'émergence de l'imprimerie et de la lithographie, ainsi que la rupture du lien entre les calligraphes et les anciens maîtres, des changements se sont produits dans la calligraphie persane, en particulier la calligraphie nastaliq.
À partir du XIe siècle de l'Hégire, la calligraphie siyah mashq (en), d'un exercice simple et élémentaire, est devenue un nouveau langage et une nouvelle expression qui a atteint son apogée au XIIIe siècle. Ce langage s'est perpétué jusqu'à nos jours comme un art pur, libéré du souci de la transmission littéraire des concepts et se consacrant exclusivement à la création de beauté visuelle. Cet art a atteint son apogée à l'époque Qajar, grâce à des artistes tels que Mirza Gholam Reza Isfahani (fa) et Mir Hossein Khoshnevis (fa).
À la fin de la période qadjare, en raison des nouveaux besoins d'une société qui faisait les premiers pas vers la modernisation, la calligraphie s'est également orientée vers les arts appliqués et a accompagné ces développements.
La calligraphie persane, ayant perdu son usage principal, l'écriture, et répondant aux besoins de la société moderne, a suivi une nouvelle tendance au XXe siècle. Les développements culturels, artistiques, politiques, sociaux et technologiques en Iran durant les périodes qadjare et pahlavi ont ouvert la voie à diverses innovations calligraphiques. À l'époque Qajar, avec l'émergence des journaux et des périodiques, l'usage principal de la calligraphie, à savoir l'écriture et la reproduction d'œuvres écrites, a progressivement disparu. Ainsi, les aspects créatifs et les méthodes personnelles et stylistiques sont devenus plus évidents en calligraphie, et une nouvelle ère a commencé avec la diffusion des « encres noires ». Par la suite, à l'époque pahlavi, avec l'émergence de nouveaux besoins sociaux tels que le commerce, la publicité et la technologie, ainsi que la confrontation avec l'art mondial, la calligraphie a dû s'adapter à ces évolutions.
En écrivant des journaux comme Sharaf et Sharafat et des ouvrages comme Faiz al-Dumwa et les récits de voyage de Nassereddine Shah au Khorassan, Mirza Mohammad Reza Kalhor (fa) a laissé des exemples pour ceux qui s'intéressaient à la pratique de la calligraphie à grande échelle. Peut-être, pour la calligraphie lithographique et grâce à l'encre épaisse de cette méthode d'impression, a-t-il créé un style où les lettres étaient épaisses et les traits courts. Le lien entre les calligraphes et les maîtres anciens ayant été rompu à la fin de la période qadjare, les œuvres imprimées de Mohammad Reza Kalhor étaient considérées comme un bon exemple pour ceux qui s'intéressaient à la calligraphie. Ce style était le style courant et recherché des calligraphes contemporains jusqu'au début du XXIe siècle.
Après Kalhor, Imad al-Kitab Saifi Qazvini (fa) étudia ses œuvres et popularisa ce style. Imad al-Kitab peut être considéré comme le dernier maillon de la lignée des maîtres calligraphes précédents, dont l'« Adab al-Mushqi » est resté, le reliant à la lignée des calligraphes contemporains.
Au XIIIe siècle de l'Hégire, à l'époque qadjare, de grands calligraphes se sont lancés dans le domaine du nastaliq et ont pris à cœur les difficultés de cet art délicat et ont travaillé à le développer.

## Ghazni
À l'époque contemporaine, comme toutes les branches artistiques qui ont connu des changements importants, des changements dans l'art de la calligraphie se sont opérés, tant en association avec d'autres arts que dans leur présentation classique. L'ère pahlavi fut une période de contact avec les mouvements artistiques contemporains d'autres pays et d'innovation artistique audacieuse. Citons par exemple le calligramme, qui s'est progressivement popularisé à partir des années 1940. Les travaux d'artistes tels que Mohammed Ehsaei (fa), connu comme le fondateur de ce style, et Nasrollah Afjei (fa), s'inspirant de l'expérience des peintres de l'école Saqqa-Khaneh tels que Faramarz Pilaram (fa) et Hossein Zenderudi (fa), ainsi que, dans les années qui ont suivi la révolution, les œuvres de Mohammad Jalil Rasuli ont joué un rôle déterminant dans la formation et le développement de cet art. La calligraphie jouit désormais d'une place particulière auprès des amateurs d'art. Certains exemples de calligraphie s'inspirent de la calligraphie, tandis que d'autres sont à l'origine de nouveaux styles de peinture persane, tels que la miniature persane. Dans ces œuvres, la couleur et le motif sont si mêlés qu'on ne peut plus parler de calligraphie ou de peinture. Dans cet art, l'artiste a toute liberté pour créer et inventer des formes et des combinaisons, et grâce à de nouvelles couleurs et combinaisons, il peut plus facilement atteindre son objectif.
Dans le domaine de la calligraphie traditionnelle, l'émergence de l'imprimerie, qui avait autrefois provoqué son déclin, a permis la reproduction de haute qualité des œuvres des maîtres et a ouvert la voie à leur dynamisme. De nouveaux besoins commerciaux et publicitaires ont ouvert la voie à l'entrée de la calligraphie dans le domaine du graphisme moderne. Ainsi, la calligraphie est passée des collections privées à la communauté.
Dans les années qui ont suivi la révolution, le besoin de propagande, notamment dans le secteur culturel, s'est accru brutalement. Soudain, un grand nombre de jeunes se sont tournés vers l'enseignement de la calligraphie, qui est redevenue un art visuel majeur en Iran. La croissance quantitative et qualitative de la calligraphie depuis le tournant du XXIe siècle a été sans précédent, ou du moins rare. Après l'engouement initial qui a suivi la révolution, la calligraphie iranienne entre dans une période de maturité et de croissance.

## Calligraphie iranienne à l'époque contemporaine
À l'époque contemporaine, les calligraphes se sont efforcés de développer et de faire revivre l'art de la calligraphie Nastaliq, tels que : Hassan Harisi, Seyyed Hassan Mirkhani, Seyyed Hossein Mirkhani, Ali Akbar Kaveh, Kaykhosro Khrush, Ebrahim Bouzari, Saeed Shams Ansari, Gholam Hossein Amirkhani, Abbas Akhvin, Mohammad. Ehsaei, Fathali Vashqani et bien d'autres calligraphes. Aussi, dans le domaine du Nastaliq brisé, on peut citer les maîtres Mohammad Hossein Attarchian, Yadollah Kabuli et Mohammad Heydari.

## Société des calligraphes iraniens
La Société des calligraphes iraniens (en) est créée et lancée en 1950 par les artistes Seyyed Hossein Mirkhani (fa), Ali Akbar Kaveh (fa), Ebrahim Bouzari (fa) et Seyyed Hassan Mirkhani (fa), ainsi que Mehdi Bayani (fa), chercheur et professeur d'université, en coopération avec le ministère de la Culture et des Arts iranien de l'époque. Cette institution a reçu sa lettre de fondation officielle sous le nom de Société des calligraphes iraniens le 19 septembre 1967 et a poursuivi ses activités. Progressivement, au début de la troisième décennie de son existence après la révolution iranienne (1978), elle a connu une période de prospérité et d'expansion, et s'est développée face à l'intérêt général et enthousiaste de différents segments de la société, en particulier des jeunes et des adolescents, pour la calligraphie, un intérêt qui perdure encore dans une certaine mesure.
La Société des calligraphes iraniens possède de nombreuses branches dans la plupart des grandes et petites villes d'Iran et de certains autres pays et a formé de nombreux étudiants.

## Qazcin, capitale de la calligraphie iranienne

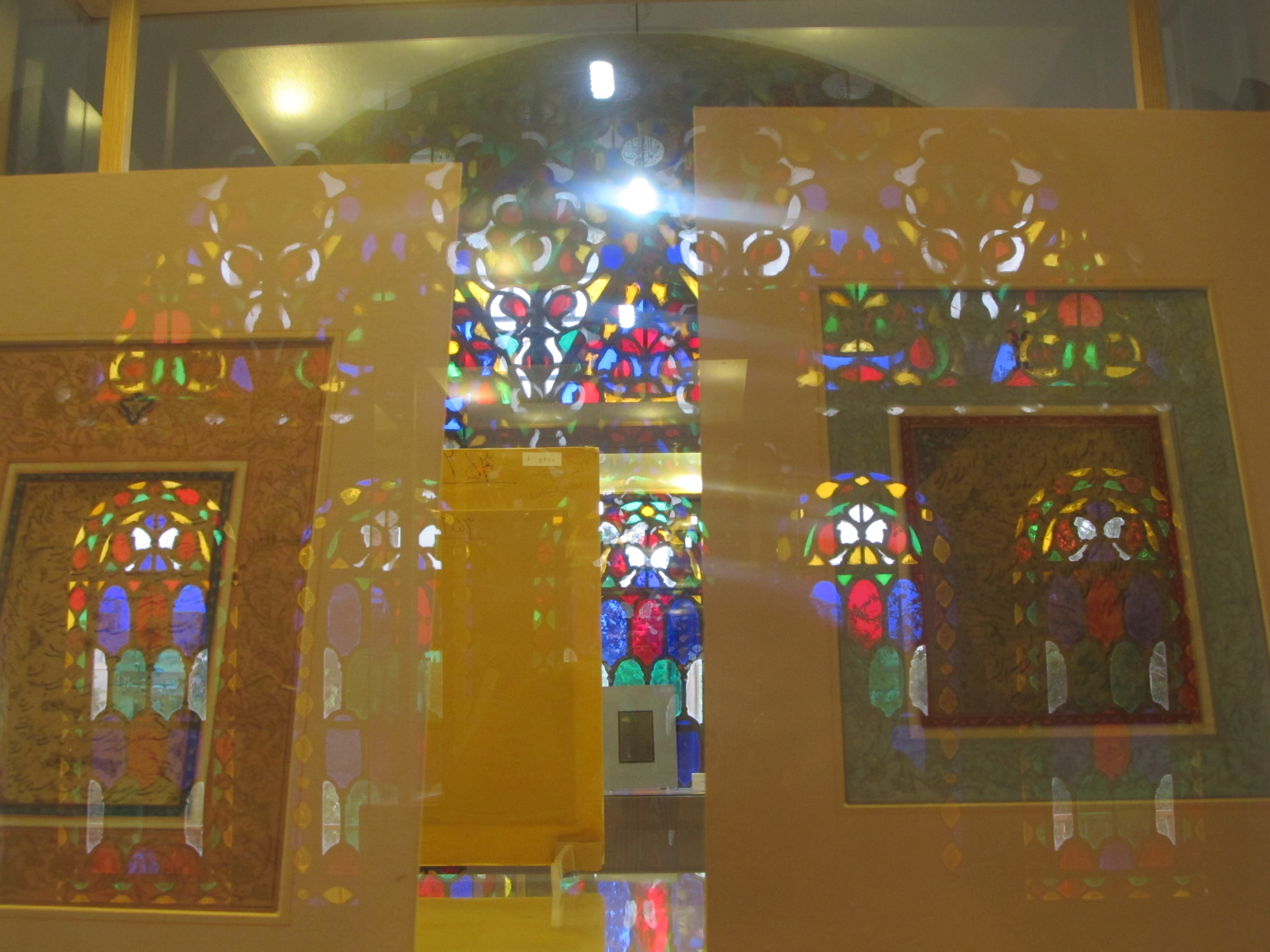
Musée permanent de calligraphie, palais Tchehel Sotoun, à Qazvin, en Iran.

En raison de la culture des grands calligraphes iraniens dans la ville de Qazvin, tels que Mir Emad Hassani (fa) (un grand maître de la calligraphie Nastaliq), Mirza Mohammad Hossein, Emad al-Kitab Qazvini (fa), Mirza Mohammad Ali Khayarji Qazvini (le premier calligraphe à dessiner le Basmala sous la forme d'un oiseau dans une toghura), Abdul Majid Taleghani (fa) et Malek Mohammad Qazvini, la ville a été surnommée la « Capitale de la calligraphie iranienne » par le ministère de la Culture et de l'Orientation islamique et le Conseil suprême de la culture. En dehors du musée permanent de la calligraphie de Qazvin situé dans le palais Tchehel Sotoun de Qazvin, des événements majeurs de calligraphie sont organisés chaque année dans cette ville, tels que la Biennale de calligraphie persane (avec la présence de maîtres du monde entier), le festival de calligraphie des versets coraniques, le festival de calligraphie de Ghadir, etc.,.

## Préservation mondiale
La calligraphie persane a été enregistrée sous le titre « Programme national pour la préservation de l'art traditionnel de la calligraphie en Iran » lors de la 16e session du Comité intergouvernemental pour la sauvegarde du patrimoine culturel immatériel,.
En 2007, des manuscrits persans illustrés et enluminés, qui illustrent notamment l'évolution des styles de calligraphie persans, sont enregistrés au Registre international Mémoire du monde.
Plusieurs institutions dans le monde conservent des manuscrits produits en calligraphie persane, notamment :
- la Bibliothèque nationale de France, dans ses collections « Catalogues manuscrits des collections orientales » et « Persan » du Département des Manuscrits[17]
- la Bibliothèque nationale de la République tchèque dans sa Collection des Manuscrits et des premiers livres imprimés[18].
- le musée du Louvre, dans le Département des Arts de l'Islam[19]
- le British Museum[20].
- la Bibliothèque du Congrès, dans sa collection « Selections of Arabic, Persian, and Ottoman Calligraphy »[21]
- l'Institut des manuscrits orientaux de Saint-Pétersbourg (acheté en 1910 à la bibliothèque du Shah, à Téhéran, pour l'empereur russe Nicolas II)[22].
- l'Institut d'études orientales de l'Académie des sciences de la République d'Ouzbékistan (uz)[23]